# Колесникова Тетяна Олександрівна
Тетяна Олександрівна Колесникова (1 грудня 1959, Брянка, Луганська обл., Україна) — українська бібліотекарка, громадська діячка, кандидат наук із соціальних комунікацій, старший науковий співробітник, директорка Наукової бібліотеки Українського державного університету науки і технологій, доцент кафедри «Фінанси, облік та психологія».

## Освіта
- 1978—1982 — Харківський державний інститут культури, спеціальність «Бібліотекознавство та бібліографознавство».
- 2007—2008 — магістратура Харківської державної академії культури, спеціальність «Книгознавство, бібліотекознавство, бібліографознавство».
- 2009—2011 — аспірантура Харківської державної академії культури.
- 2012 — здобула науковий ступінь «Кандидат наук із соціальних комунікацій», захистила дисертацію на тему: «Комунікаційні моделі діяльності бібліотек вищих навчальних закладів в умовах інформатизації» за спеціальністю 27.00.03 — «Книгознавство, бібліотекознавство, бібліографознавство» (наук. керівник — професор Ільганаєва Валентина Олександрівна).
- 2012 — здобула наукове звання «Старший науковий співробітник» зі спеціальності «Книгознавство, бібліотекознавство, бібліографознавство».

## Професійна діяльність
- 1981—1983 — старша бібліотекарка відділу обслуговування науковою літературою науково-технічної бібліотеки Дніпропетровського інституту інженерів залізничного транспорту (зараз УДУНТ).
- 1984—1985 — завідувачка сектору масової роботи науково-технічної бібліотеки Дніпропетровського інституту інженерів залізничного транспорту (зараз УДУНТ).
- 1986—2007 — завідувачка відділу обслуговування навчальною літературою науково-технічної бібліотеки Дніпропетровського національного університету залізничного транспорту (зараз УДУНТ).
- Березень 2007—2021 директорка науково-технічної бібліотеки Дніпровського національного університету залізничного транспорту ім. академіка В. Лазаряна.
- З 31.03.2021 — дотепер директорка Наукової бібліотеки Українського державного університету науки і технологій.

## Наукова діяльність
- Займається науковими дослідженнями щодо ролі бібліотек закладів вищої освіти в розвитку цифрової інфраструктурі науки та освіти. Започаткувала в Україні розвиток напрямів, пов'язаних із глобальним рухом відкритості в контексті бібліотечно-інформаційної діяльності: 1) цифрові видавничі продукти і послуги бібліотек університетів (відкриті видавничі системи журналів, конференцій, книг; та 2) університетські бібліотеки у відкритій освіті та відкритих освітніх ресурсах.
- Жовтень 2022. Радою директорів та Нагородного комітету Open Education Global визнана переможницею OE Award 2022 for Excellence in Open Resilience (USA) як керівник проєкту «Advocacy work of the Scientific Library to advance Open Education in Ukraine».

- Голова організаційного комітету щорічної міжнародної конференції «University Library at a new stage of social communications development».

- Голова секції «Редакційно-видавничої діяльності» Ради з якості освітньої діяльності УДУНТ.

- Відповідальний секретар редакції наукового журналу «Наука та прогрес транспорту».

- Головний редактор журналу «University Library at a New Stage of Social Communications Development. Conference Proceedings»

- Науковий керівник науково-дослідних робіт, зареєстрованих в УкрІНТЕІ (Український інститут науково-технічної та економічної інформації), на тему — «Інформатизація бібліотеки університету як чинник формування нових моделей комунікаційної діяльності» (№ ДР 0110U007508; 2009—2010), «Університетська бібліотека та трансформація системи наукової комунікації» (№ ДР 0114U002412; 2013—2015) та «Обмін знаннями в галузі технічних наук (залізничний транспорт): бібліотечно-інформаційний аспект» (№ ДР 0117U004393; 2017—2020), «Адвокаційна діяльність Наукової бібліотеки з просування відкритих освітніх ресурсів (OER) в Україні» (№ ДР 0124U001427; 2024—2025). Керівник проєкту «Advocacy work of the Scientific Library to advance Open Education in Ukraine» (2021—2022) в European Network of Open Education Librarians (ENOEL; SPARC Europe).

- Має майже 150 публікацій [2].

## Громадська діяльність
- Голова «Секції університетських бібліотек» ВГО Українська бібліотечна асоціація.
- Координатор української спільноти в European Network of Open Education Librarians (ENOEL; SPARC Europe).

## Напрямок досліджень
Наукові інтереси — бібліотечно-інформаційні ініціативи в сфері цифрової трансформації освіти і науки. Основні напрями наукових досліджень та практичне впровадження їх результатів в останні роки спрямовані на становлення нових моделей бібліотечної діяльності: «Бібліотеки закладів вищої освіти в умовах невизначеності», «Бібліотека як видавець електронних академічних видань», «Університетські бібліотеки у відкритій освіті та відкритих освітніх ресурсах».

## Нагороди
За особисті заслуги у розвитку вітчизняної культури, освіти і науки, бібліотечної справи, багаторічну плідну працю і громадську діяльність, підготовку висококваліфікованих спеціалістів Колесникова Т. О. має
Почесні відзнаки:
- Грамоту та нагрудний знак Верховної Ради України «За заслуги перед українським народом» (2017 р.).
- Української бібліотечної асоціації «За відданість бібліотечній справі» (2012 р.), «За розвиток бібліотечної справи регіону» (2013 р., 2016 р.), «За внесок у бібліотекознавство» (2017 р.)

Почесні грамоти:
- Міністерства Інфраструктури України та Державної спеціальної служби транспорту (2013 р.).
- Дніпропетровської обласної ради (2005 р., 2017 р.).
- керівництва Одеської залізниці (2010 р.) та Львівської залізниці (2015 р.).

## Основні публікації
1. Колесникова, Т. О. Комунікаційні моделі діяльності бібліотек ВНЗ в умовах інформатизації [Рукопис]: авт. дис. к. с. к.: 27.00.03 / Т. О. Колесникова ; Харків. держ. акад. культури. — Х., 2012. — 22 с.
2. Бібліотека ВНЗ на новому етапі розвитку соціальних комунікацій: монографія / за ред. В. О. Ільганаєвої, Т. О. Колесникової ; Дніпропетр. нац. ун-т залізн. трансп. ім. акад. В. Лазаряна. — Дніпропетровськ: Маковецкий, 2010. — 200 с. — укр. — рос.
3. ДІІТівські сонети [Електронний ресурс]: альманах поезій / уклад. Т. О. Колесникова, Н. І. Долматова. — Дніпро: Укр. держ. ун-т науки і технологій, 2022. — 286 с. — ISBN 978-617-7440-39-9. — Режим доступу: (дата звернення: 23.12.2022).
4. Духовні цінності в умовах глобальних цивілізаційних трансформацій: Монографія / С. Ш. Айтов, Т. О. Колесникова [та ін.] ; За ред. Т. І. Власової. — Д. : Вид-во Маковецький, 2009. — 404 с.
5. Словник ключових слів за темою «Залізничний транспорт» за відомостями міжнародних баз даних науково-технічної інформації [Електронний ресурс] / [уклад.: Т. О. Колесникова, В. В. Юнаковська] ; Дніпропетр. нац. ун-т залізн. трансп. ім. акад. В. Лазаряна. — Дніпро: ДНУЗТ, 2018. — 214
6. Університетська бібліотека: нова сфера інформаційної взаємодії: монографія / Н. Г. Грабар [та ін.] ; ред.: В. О. Ільганаєва, Т. О. Колесникова ; Дніпропетр. нац. ун-т залізн. трансп. ім. акад. В. Лазаряна. — Дніпропетровськ: Вид-во Дніпропетр. нац. ун-ту залізн. трансп. ім. акад. В. Лазаряна, 2016. — 202 с. : табл., іл. — Бібліогр.: с. 195—197.
7. Railway transportation of dangerous goods: a bibliometric aspect [Electronic resource] / Tetiana Kolesnykova, Olena Matveyeva, Lev Manashkin, Maxym Mishchenko // MATEC Web of Conferences. — 2019. — Vol. 294 : 2nd International Scientific and Practical Conference «Energy-Optimal Technologies, Logistic and Safety on Transport» (EOT-2019). — P. 1–9. — (21.10.2019).
8. Kliushnyk І. А. Unified digital infrastructure of the modern scientific library on the basis of Web-technologies / І. А. Kliushnyk, T. O. Kolesnykova, О. S. Shapoval // Наука та прогрес транспорту. — 2019. — № 1 (79).
9. Kolesnykova T. O. «I light my candle from yours…»: anthropological aspects of modern library services for scientists / T. O. Kolesnykova // Антропологічні виміри філософських досліджень: зб. наук. пр. / Дніпропетр. нац. ун-т залізн. трансп. ім. акад. В. Лазаряна. — Дніпро, 2017. — Вип. 11. — P. 49-62.
10. Kolesnykova T. O. The Role of the Ukrainian University Libraries in Increasing Representation of Ukrainian Science Into Global Environment of Scientific Communications / T. O. Kolesnykova // Вісник ОНУ. Сер.: Бібліотекознавство, бібліографознавство, книгознавство. — 2015. — Т. 20, вип. 1. — С. 127—142.
11. Kolesnykova, T. An Analysis of Digital Library Publishing Services in Ukrainian Universities [Electronic resource] / Tetiana Kolesnykova, Olena Matveyeva // Evidence Based Library and Information Practice (EBLIP). — 2019. — Vol.14, iss. 4. — Р. 52–71. — (17.12.2019).
12. Kolesnykova, T. O. Conference time in the library and information sciences. Part 1: Conference proceedings and proceedings (conference) paper // University Library at a New Stage of Social Communications Development. Conference Proceedings. — 2020. — No. V. — Р. 95–106.
13. Kolesnykova, T. O. Conference time in the library and information sciences. Part 2: Analysis of publication activity and citation // University Library at a New Stage of Social Communications Development. Conference Proceedings. — 2020. — No. V. — Р. 107—117.
14. Kolesnykova, T. O. Descartes on Open Knowledge and Human Perfection / T. O. Kolesnykova, A. M. Malivskyi // Антропологічні виміри філософських досліджень: зб. наук. пр. / Укр. держ. ун-т науки і технологій. — Дніпро, 2022. — Вип. 22. — С. 14–25.
15. Kolesnykova, T. O. European Practices of Overcoming Language Barriers in Times of Crisis: Open Educational Resources / Kolesnykova T. O., Corti P., Buist-Zhuk M. // University Library at a New Stage of Social Communications Development. Conference Proceedings. — 2022. — No. 7. — P. 202—217.
16. Kolesnykova, T. O. First steps before the jump: Ukrainian university librarians survey about OER / Kolesnykova T. O., Matveyeva O. V. // University Library at a New Stage of Social Communications Development. Conference Proceedings. — 2021. — No. VI. — Р. 96–107.
17. Kolesnykova, T. O. Readiness of university libraries for online communication and interaction: UNILIBNSD-2020 International conference // University Library at a New Stage of Social Communications Development. Conference Proceedings. — 2020. — No. V. — Р. 5–7.
18. Kolesnykova, T. O. Про дистанційне навчання, відкриті освітні ресурси та роль в цих процесах університетських бібліотек / Kolesnykova T. O., Gorbova O. V., Shcherbatiuk T. G. // University Library at a New Stage of Social Communications Development. Conference Proceedings. — 2022. — No. 7. — P. 66–77.
19. Kolesnykowa, T. Zbliżając się do ZWYCIĘSTWA: osobiste i zawodowe spostrzeżenia dyrektora Biblioteki Naukowej Ukraińskiego Państwowego Uniwersytetu Nauki i Technologii = Наближення Перемоги: про особисте та службове від директорки наукової бібліотеки Українського державного університету науки і технологій [Electronic resource] / Tetiana Kolesnykowa // Biuletyn EBIB. — 2023. — Nr. 1 (208): Biblioteki ukraińskie. — S. 1–8. — (16.02.2023)
20. Колесникова, Т. О. Організація віддаленої роботи колективів бібліотек університетів України за часів драматичних невідомостей: [препринт]. eaDNURT. 15.05.2020.
21. Колесникова, Т. О. Університетські бібліотеки в підтримці дистанційного навчання та наукових досліджень: партнерський аспект. Консорціуми університетів: забезпечення сталого розвитку закладів вищої освіти України та їхньої конкурентоспроможності: тези доп. Всеукр. наук.-практ. конф., 20–21 жовт. 2020 р. Дніпро: ДНУ, 2020. С. 41–44.
22. Колесникова, Т. О. Бібліотека ВНЗ: відповідальність за поширення результатів наукових досліджень: [препринт] / Т. О. Колесникова // Вища школа. — 2014. — № 4. — С. 7–26.
23. Колесникова, Т. О. Стратегія розвитку бібліотек вищих шкіл України на 2013—2015 рр.: бачення професіонала / Т. О. Колесникова // Вісник Львівського університету. Серія: «Книгознавство, бібліотекознавство та інформаційні технології». — 2014. — Вип. 8. — С. 142—148.
24. Колесникова, Т. О. Танці крапель на воді з елементами айкідо або розвиток «Library Publishing» у ВНЗ України / Т. О. Колесникова // Вісн. Одес. нац. ун-ту. Бібліотекознавство, бібліографознавство, книгознавство. — 2017. — Т. 22, № 2 (18). — С. 285—304.
25. Kolesnykova, T. Year of sustainability, openness, and new roles: A Ukrainian university library in wartime // Problems and Perspectives in Management. — 2023. — Vol. 21, Iss. 2 (spec. iss.). — Р. 114—122.